# Bertalan Mezei
Bertalan Mezei – węgierski kierowca wyścigowy i motocyklowy, kajakarz, bokser.

## Biografia
W 1935 roku przeprowadził się do Budapesztu, aby podjąć studia. W 1938 roku na motocyklu KTT wystartował w swoim pierwszym wyścigu, zajmując w nim drugie miejsce. Zimą 1938 roku zapisał się do sekcji narciarskiej klubu Előre. W 1939 roku został mistrzem Węgier juniorów w boksie. Ranny w trakcie II wojny światowej w lewą rękę. Po wojnie wstąpił do Komunistycznej Partii Węgier. W 1946 roku wygrał kajakarskie mistrzostwa Węgier na długim dystansie. Rok później utworzył sekcję motorową klubu Bástya, w barwach którego ścigał się m.in. Jawą. Został następnie mistrzem Węgier samochodów turystycznych. 19 marca 1950 roku miał poważny wypadek podczas mistrzostw Vasasu, w wyniku którego roztrzaskał sobie miednicę i głowę. Po wyjściu ze szpitala został taksówkarzem i wstąpił do zespołu wyścigowego Autótaxi, otrzymując od Istvána Kovácsa napędzany silnikiem Fiat samochód wyścigowy. W 1958 roku zdobył mistrzostwo Węgier w klasie samochodów wyścigowych do 1100 cm³. 10 sierpnia tegoż roku zajął czwarte miejsce w międzynarodowym wyścigu w Budapeszcie, ulegając Milivojowi Božiciowi, Jerzemu Jankowskiemu i Václavowi Bobkowi. Na początku lat 60. rozpoczął ściganie się w Formule Junior w klasie Sport. 9 czerwca 1963 roku uczestniczył w Grand Prix Budapesztu wspólnie z takimi kierowcami, jak Curt Lincoln, Kurt Ahrens czy Heinz Melkus.